# Megaerops kusnotoi
Megaerops kusnotoi là một loài động vật có vú trong họ Dơi quạ, bộ Dơi. Loài này được Hill & Boeadi mô tả năm 1978.